# Vikings: Valhalla
Vikings: Valhalla är en historisk dramaserie som sänds på strömningstjänsten Netflix. Den är skapad av Jeb Stuart och är en uppföljare till TV-serien Vikings som visades på History Channel. Serien utspelar sig hundra år efter Vikings och skildrar slutet av vikingatiden. Den första säsongen består av åtta avsnitt och hade sin premiär den 25 februari 2022. Serien har förnyats med en andra och en tredje säsong. Den andra säsongen hade premiär den 12 januari 2023, och den tredje och sista säsongen hade premiär den 11 juli 2024. Både den andra och tredje säsong består av åtta avsnitt vardera.

## Handling
Vikings: Valhalla utspelar sig med start år 1002 och danemordet och kommer att avslutas med Slaget vid Stamford Bridge år 1066. Serien utspelar sig i England och kretsar kring spänningarna mellan ättlingarna till vikingarna och den infödda engelska befolkningen.

## Rollista (i urval)
- Sam Corlett – Leif Erikson
- Frida Gustavsson – Freydís Eiríksdóttir
- Leo Suter – Harald Sigurdsson
- Bradley Freegard – Kung Knut
- Jóhannes Haukur Jóhannesson – Jarl Olaf Haraldsson
- Caroline Henderson – Jarl Estrid Haakon
- Laura Berlin – Drottning Emma
- David Oakes – Earl Godwin